# Großsteingrab Steinhagen
Das Großsteingrab Steinhagen war eine megalithische Grabanlage der jungsteinzeitlichen Trichterbecherkultur bei Steinhagen im Landkreis Rostock (Mecklenburg-Vorpommern). Es wurde 1852 zerstört. Der genaue Standort ist nicht überliefert. Auch über Ausrichtung, Maße und Grabtyp liegen keine Angaben vor. Bei der Zerstörung wurden ein teilweise erhaltenes Tonnengefäß mit fransengesäumter Strichgruppen-Verzierung, ein dünnblattiges Feuerstein-Beil und ein Schmalmeißel aus Feuerstein geborgen. Die Gegenstände befinden sich heute in der Sammlung des Archäologischen Landesmuseums Mecklenburg-Vorpommern in Schwerin.